# Simfonia núm. 6 (Weinberg)
La Simfonia núm. 6 en la menor, op. 79, de Mieczysław Weinberg va ser composta entre el 1962 i el 1963 i estrenada el 12 de novembre de 1963 per l'Orquestra Filharmònica de Moscou dirigida per Kiríl·l Kondraixin amb el cor infantil de l'Escola de música coral de Moscou. Amb la mateixa combinació es va fer una gravació del segell discogràfic Olympia. Els textos de la simfonia són poemes dels poetes jueus Lev Kvitko, Samuel Galkin i Mikhail Lukonin. Va ser dedicada a Victoria Weinberg, la filla del compositor.

## Origen i context
Creada simultàniament amb la Tretzena simfonia de Xostakóvitx (amb la comunicació constant dels dos compositors), la simfonia de Weinberg es fa ressò dels temes de la guerra, el patiment i la tràgica sort del poble jueu.
Tres dels cinc moviments d'aquesta obra inclouen textos literaris: el segon presenta una versió musicalitzada del poema Un petit violí de Kvtiko, que un cor infantil interpreta, narrant la història d'un nen que crea un violí a partir d'una caixa. El quart moviment és una adaptació del poema de Galkin, Hi ha una rasa a l'argila roja, que serveix com a homenatge a les víctimes de la guerra. Finalment, el darrer moviment es basa en el poema Dorm, poble meu de Lukonin, que es presenta en la seva versió hebrea. La frase final del poema, Tornarà a brillar el sol i els violins cantaran sobre la pau a la Terra!, encapsula tant l'esperança que impregna la simfonia com els desitjos del compositor per un futur de pau.

## Moviments
1. Adagio
2. Allegretto sobre el text de Lev Kvitko sobre una infància despreocupada
3. Allegro molto
4. Largo sobre un text de Samuil Galkin sobre la matança de nens
5. Andantino amb text de Mikhail Lukonin consistent en una cançó fantàstica per a nens de tot arreu; cita el Volga, el Mississipi i el Mekong.

## Anàlisi musical
La simfonia consta de cinc moviments interpretats sense pausa. Destaca per la seva integració de la coral de nois, que juga un paper destacat a tota l'obra. Comença amb un lament profund, amb una tensió que es trenca momentàniament per crides d'ocells, abans de tornar a un ambient de tristesa intensificada per les trompetes. El segon moviment presenta el cor de nois i el violí solista, creant un contrast entre moments naïfs i passatges dramàtics. El tercer moviment, un scherzo, fusiona elements de Xostakóvitx i Khatxaturian, amb una atmosfera grotesca. El climàtic Largo evoca les devastadores memòries de la guerra, mentre que el Andantino final es tanca amb un cor de nois que canta un poema innocent.